# 曲田山
曲田山（まがたやま）とは兵庫県洲本市山手にある標高80mの山である。

## 概要

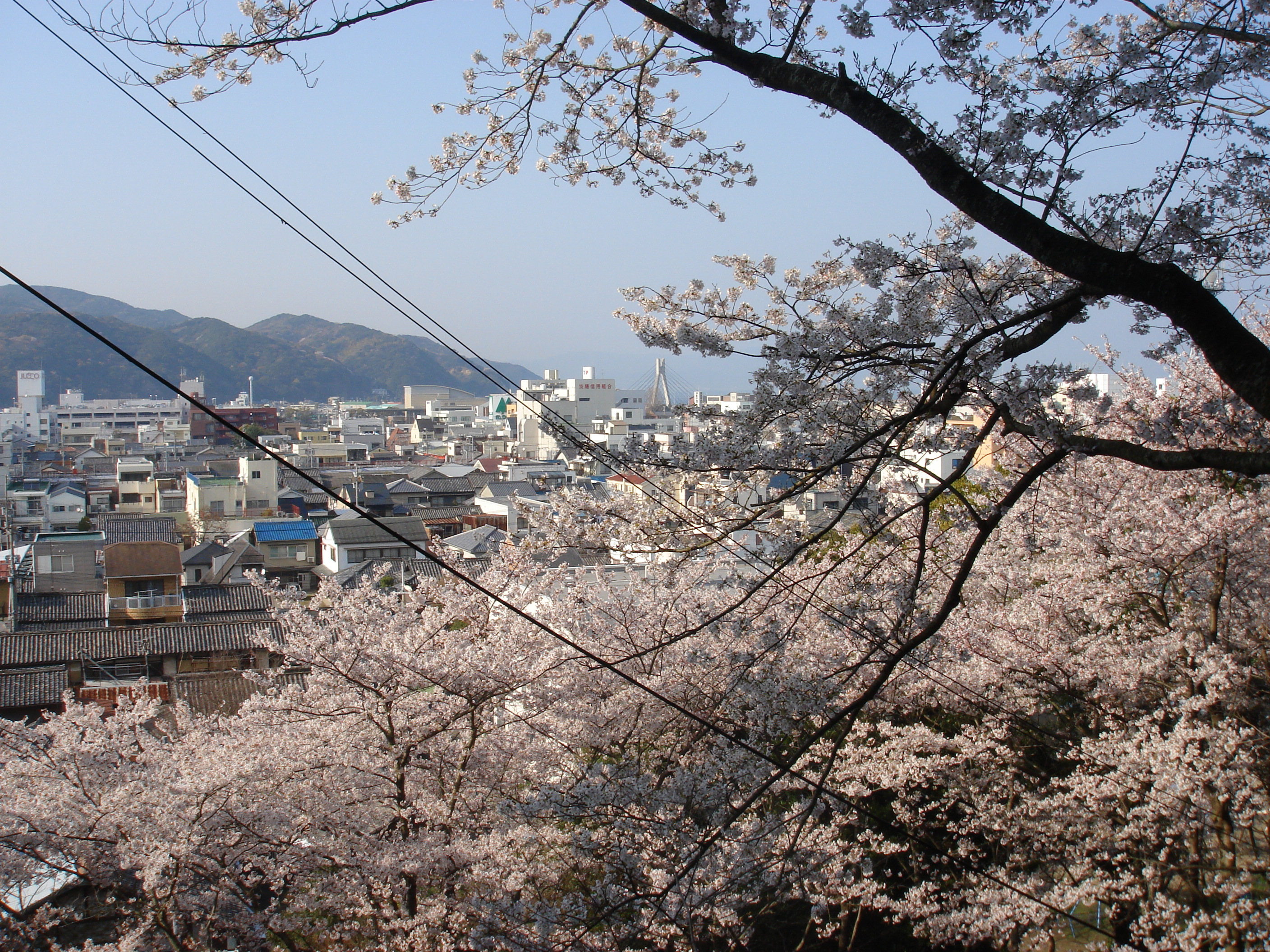
公園内に咲くソメイヨシノと、市街地を望む

本山からは洲本市街や大阪湾が望め、周辺には曲田山公園や曲田山浄水場がある。
桜の名所であり、シーズン中には花見客で賑わう、また、シーズン中の夜間に提灯の電灯を点灯させて夜桜を楽しめるよう配慮されている。